# Zakir Hussain (muzyk)
Zakir Hussain (Hindi: ज़ाकिर हुसैन, Urdu: زاکِر حسین; ur. 9 marca 1951 w Bombaju, zm. 15 grudnia 2024 w San Francisco) – indyjski muzyk, tablista.
W latach 1975–1978 występował w grupie Shakti, założonej przez Johna McLaughlina.

## Dyskografia
- Sangam (2006)
- Maestro's Choice Series One - Alla Rakha & Zakir Hussain (2005)
- Punjabi Dhamar (2004)
- Raag Chandrakauns (2004)
- Selects (2002)
- And the Rhythm Experience (1998)
- Essence of Rhythm (1998)
- Magical Moments of Rhythm (1997)
- Kirwani (1997)
- Jog And Rageshri (1994)
- Music of the Deserts (1993)
- Flights of Improvisation (1992)
- The One and Only (1992)
- Tabla Duet (1988)
- Making Music (1987)
- Diga (1976)
- Shakti (1975)
- Rolling Thunder (1972)
- Shanti (1971)

## Odznaczenia
- Order Padma Shri (1988)
- Order Padma Bhushan (2002)
- Nagroda Kioto w dziedzinie sztuki i filozofii (2022)[2]